# ジョアッキーノ・トーマ
ジョアッキーノ・トーマ（Gioacchino Toma、1836年1月24日 - 1891年1月12日）はイタリアの画家である。歴史画や風俗画を描き、ナポリ美術アカデミーの教師も務めた。晩年、自伝『孤児の思い出』("Ricordi di un Orfano":1886年)を執筆した。

## 略歴
イタリア南部、プッリャ州のガラティーナの医師の息子に生まれたが、6歳で父を亡くし、8歳で母親を失い孤児となった。10歳で父方の叔父に預けられたが、叔父は養育を拒み、修道院や慈善施設に預けられ、施設で絵画を学んだ。施設を出た後、苦しい生活を送り、18歳になった1855年にナポリに移った。アレサンドロ・フェルゴーラ(Alessandro Fergola:1812-1864)やドメニコ・モレリの弟子になって絵を学んだ。
1854年から1855年はナポリで装飾画家として働いたが、1857年にナポリ王国への陰謀の疑いで逮捕され、1年半、ピエディモンテ・ダリーフェ(Piedimonte d'Alife 後にピエディモンテ・マテーゼとなる)に拘束され、その間、肖像画や静物画を描いて過ごした。1859年以降はイタリア統一運動に加わり、1860年にピエディモンテ・マテーゼで結成された240人の義勇兵団、マテーゼ連隊の一員としてジュゼッペ・ガリバルディの軍とともに戦った。
1861年と1862年にナポリの展覧会、1863年にフィレンツェの展覧会に出展した。1865年から工芸学校などで絵を教えることに重点を置くようになり、1878年からナポリ美術アカデミーで教えるようになり、のちに装飾画の教授になった。 ジェノヴァの美術学校(Accademia Ligustica) の名誉教授や工芸学校の校長も務めた。レース産業のデザイン集や、絵画の基礎の教科書も出版した。亡くなる少し前に、自伝『孤児の思い出』を執筆した。
トーマに学んだアーティストには彫刻家のジョヴァンニ・デ・マルティーノ(Giovanni De Martino:1870-1935)や画家のリオネッロ・バレストリエーリ(Lionello Balestrieri:1872-1958) らがいる。

## 作品

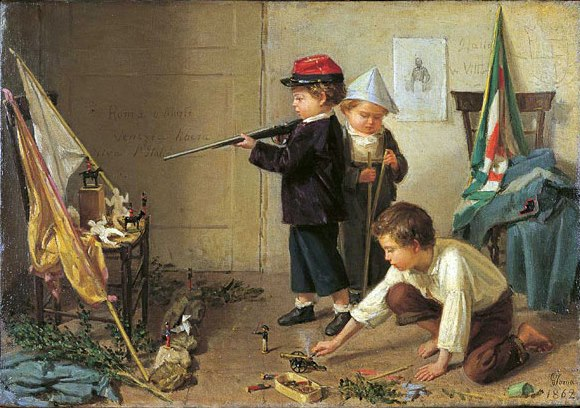
「小さい愛国者」(1862)
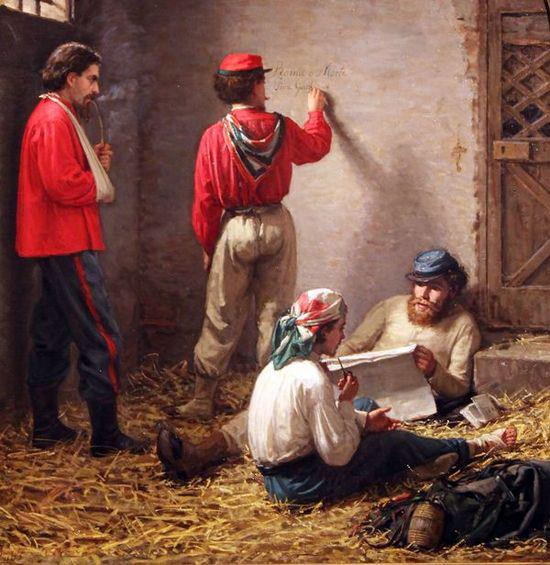
「ローマか死か」(1863)
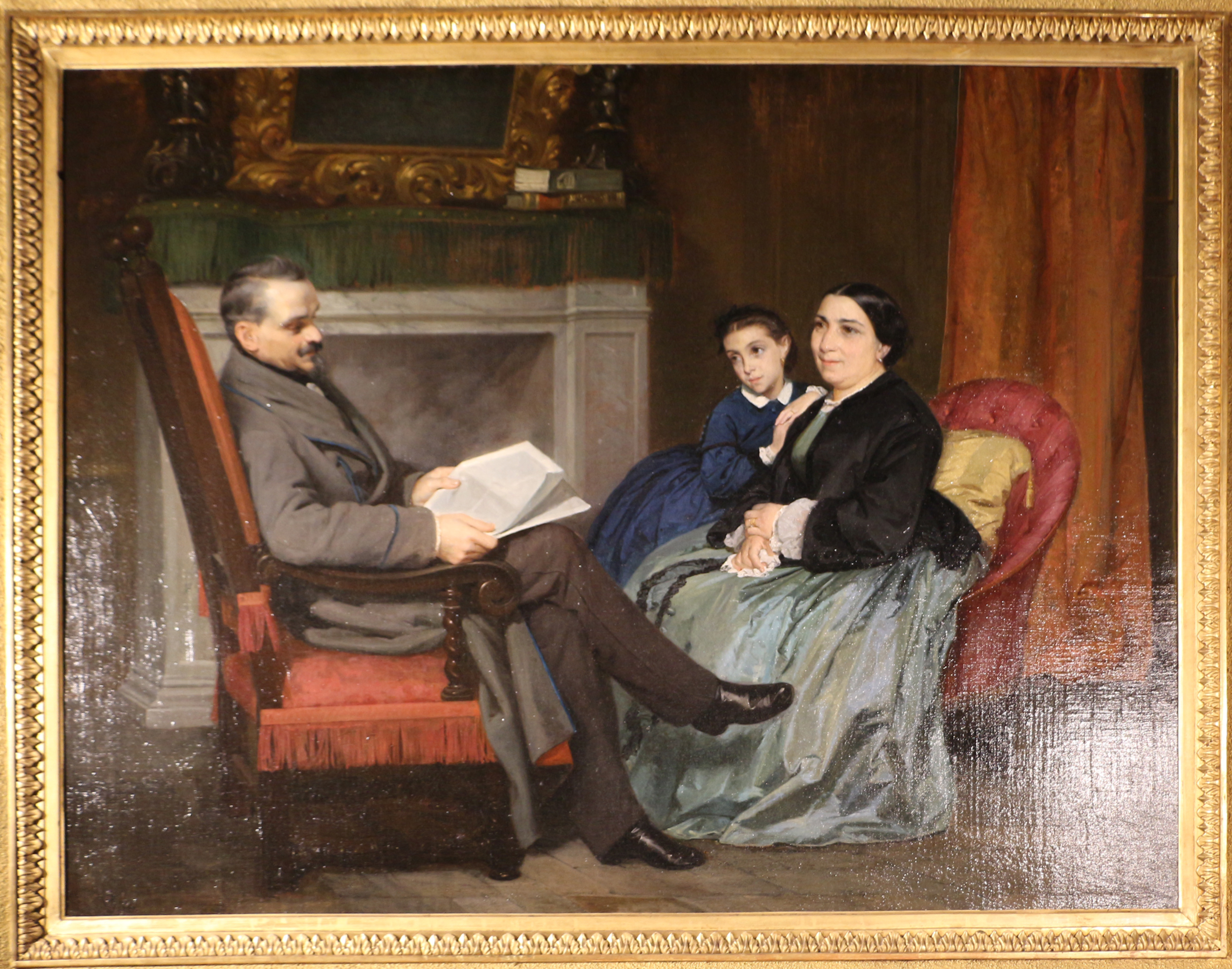
「家族の肖像」